# Mortal Mind Creation
«Mortal Mind Creation» — третій студійний альбом фінського павер-метал-гурту Celesty. Реліз відбувся 23 жовтня 2006 року.

## Список композицій
Автор слів Єре Луоккамакі та Тапані Кангас, окрім "Final Pray", автором слів якої є Антті Раіліо, автор музики Celesty. 
| Стандартне видання | Стандартне видання                     | Стандартне видання |
| #                  | Назва                                  | Тривалість         |
| ------------------ | -------------------------------------- | ------------------ |
| 1.                 | «Lord of Mortals»                      | 4:23               |
| 2.                 | «Unreality»                            | 5:04               |
| 3.                 | «Demon Inside»                         | 6:40               |
| 4.                 | «War Creations»                        | 4:30               |
| 5.                 | «Empty Room»                           | 5:23               |
| 6.                 | «Among the Dreams»                     | 4:36               |
| 7.                 | «Back in Time»                         | 4:08               |
| 8.                 | «Arrival»                              | 4:43               |
| 9.                 | «Last Sacrifice»                       | 5:24               |
| 10.                | «Final Pray» (Японський бонусний трек) |                    |
| 45:11              |                                        |                    |

## Учасники запису
- Антті Раіліо — вокал
- Теему Коскела — електрогітара
- Тапані Кангас — ритм-гітара
- Арі Катаямакі — бас-гітара
- Єре Луоккамакі — ударні
- Юха Маенпаа — клавіші